# Sadiq Abdullahi
Sadiq Abdullahi właśc. Abubakar Sadiq Abdullahi (ur. 2 lutego 1960 w Kadunie) – nigeryjski tenisista, reprezentant w Pucharze Davisa, olimpijczyk z Seulu (1988).

## Kariera tenisowa
W zawodowym gronie tenisistów startował w latach 80 XX w.
W latach 1986–1989 reprezentował Nigerię w Pucharze Davisa rozgrywając łącznie 11 meczów, z których w 4 zwyciężył.
Abdullahi zagrał raz na igrzyskach olimpijskich, w Seulu (1988) w konkurencji gry pojedynczej odpadając w 1 rundzie po porażce z Hiszpanem Javierem Sánchezem.
W rankingu gry pojedynczej najwyżej był na 262. miejscu (14 października 1985), a w klasyfikacji gry podwójnej na 363. pozycji (10 lutego 1986).